# Élection présidentielle géorgienne de 2024
L'élection présidentielle géorgienne de 2024 a lieu le 14 décembre 2024 en Géorgie afin d'élire le président, dont le rôle est essentiellement protocolaire et représentatif. Il s'agit de la huitième élection présidentielle depuis l'indépendance du pays en 1991 et la première après les modifications constitutionnelles de 2017 qui ont consolidé sa transition vers une république parlementaire et réduit de manière drastique les pouvoirs présidentiels. Au scrutin indirect, par l'intermédiaire d'un collège électoral comptant 300 membres représentant le Parlement, les municipalités et les régions, est élu sans surprise le seul candidat de ce scrutin, boycotté par l'opposition, Mikheïl Kavelachvili, membre du parti Pouvoir au peuple soutenu par Rêve géorgien.
Pour la première fois dans l'histoire de la Géorgie, il n'y a qu'un seul candidat d'un seul parti sur le bulletin de vote, ce qui représente une réduction considérable par rapport aux 65 candidats de l'élection présidentielle précédente, qui s'est tenue en 2018. L'élection est largement contestée et considérée comme illégitime, en grande partie en raison des allégations de fraude électorale associées aux élections parlementaires concomitantes. Ces allégations font naître des tensions généralisées et contribuent à une crise politique plus large dans le pays. La présidente sortante, Salomé Zourabichvili, continue d'affirmer, soutenue par les partis d'opposition, la société civile et certain membres de la communauté internationale, qu'elle est la seule présidente légitime.

## Contexte

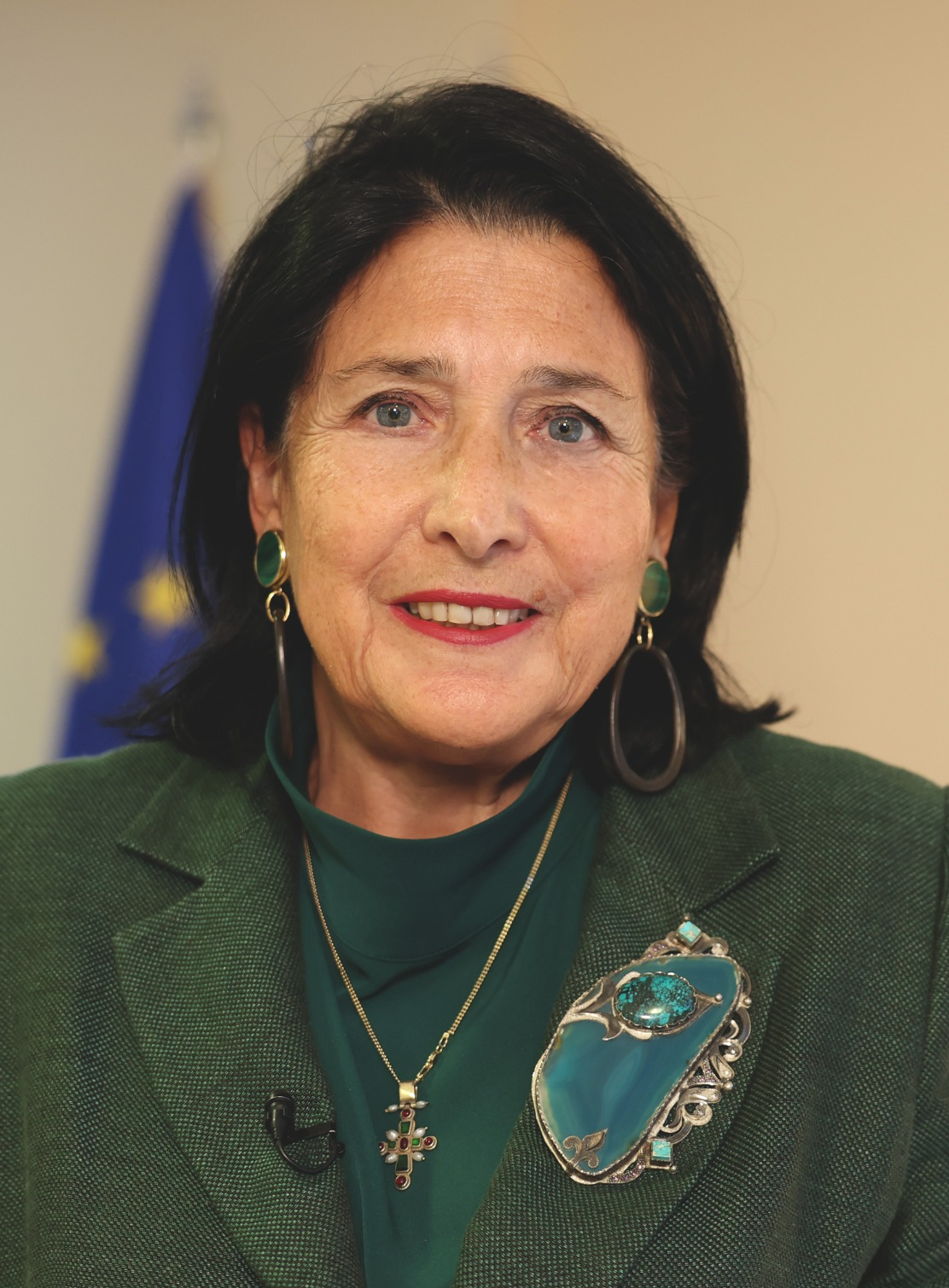
Salomé Zourabichvili.

Pour la première fois depuis l'indépendance, et depuis une réforme de la constitution en 2017, le président n'est plus élu au suffrage universel direct mais par un collège électoral composé des députés du Parlement, ainsi que des représentants de certaines régions et des municipalités. L'élection précédente, organisée au suffrage universel en octobre et novembre 2018, avait abouti à la victoire de la candidate soutenue par la coalition Rêve géorgien, Salomé Zourabichvili.

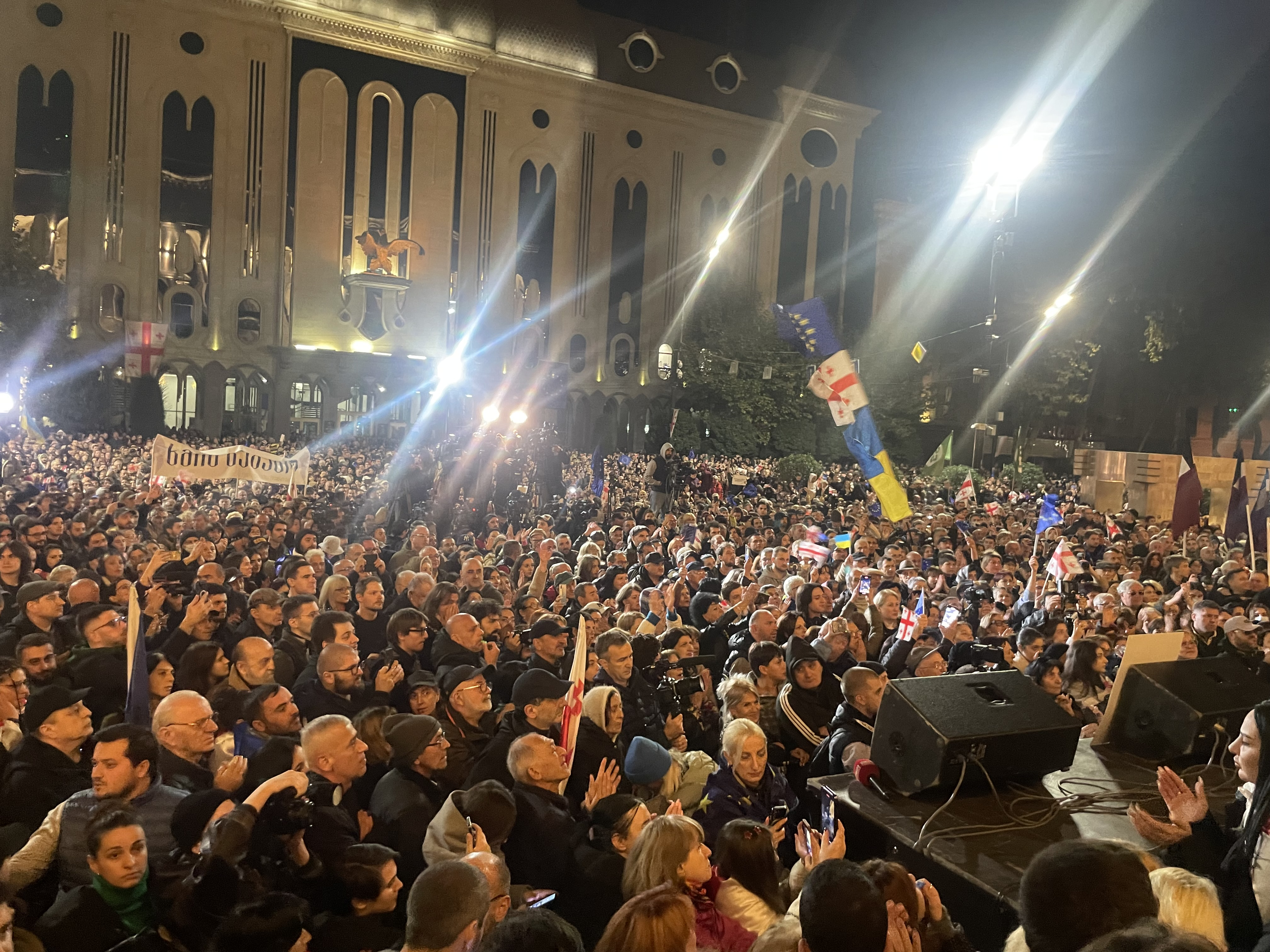
Manifestation devant le parlement le 28 oktobre.

Cette élection se déroule dans un contexte tendu marqué par des manifestations massives ayant éclaté à la suite de la victoire contestée de Rêve géorgien aux élections législatives d'octobre 2024. Salomé Zourabichvili appelle ainsi à un nouveau scrutin en remettant elle aussi en cause les résultats.

## Mode de scrutin
À la suite de la révision de la Constitution de 2017, cette élection est le premier scrutin présidentiel au suffrage indirect organisé sous cette dernière.
Compte tenu de ces changements, le mandat du président élu en 2018 avait exceptionnellement été allongé de cinq à six ans, afin que l'élection du nouveau chef de l'État fasse suite aux législatives de 2024.
Le président est élu pour un mandat de cinq ans — renouvelable une seule fois — au scrutin indirect uninominal majoritaire à deux tours par les 300 membres d'un collège électoral. Celui-ci est composé des 150 députés du Parlement national, des 20 membres du Conseil suprême de la république autonome d'Abkhazie, des 21 membres du Conseil suprême de la république autonome d'Adjarie (en) et de 109 électeurs représentant les collectivités territoriales. Ces dernières se composent en 2024 de cinq villes autonomes — Tbilissi, Koutaïssi, Batoumi, Roustavi et Poti — ainsi que de 59 municipalités. Le nombre de représentants par ville ou municipalité est proportionnel à sa population, tandis que leur répartition se fait par appartenance à un parti politique. Chaque parti bénéficie ainsi de représentants en proportion de la part de ses membres dans le total des conseillers au niveau national.
L'élection présidentielle doit se tenir dans les 45 jours suivant la première session du parlement nouvellement élu, ou suivant la vacance provoquée par la démission, la destitution ou le décès du président sortant. Si cette dernière intervient dans le mois précédent les élections législatives, elle est cependant reportée à la réunion de la nouvelle législature. Elle peut également être reportée si le pays est soumis à la loi martiale ou en État d'urgence, auquel cas elle est organisée dans les quarante cinq jours suivant leur révocation. Peut se porter candidat tout citoyen géorgien âgé d'au moins quarante ans, résident en Géorgie depuis au moins 15 ans, et bénéficiant du soutien d'au moins trente membres du collège électoral. Chacun des membres ne peut parrainer qu'un seul candidat, ce qui entraine un nombre maximal théorique de dix candidats en lice.
Est élu le candidat qui obtient la majorité qualifiée des deux tiers du total des membres du collège électoral, et non juste des suffrages exprimés, soit 200 voix. À défaut, un second tour est organisé entre les deux candidats arrivés en tête au premier tour, et celui recueillant le plus de voix est déclaré élu. Une victoire au premier comme au second tour n'est cependant considérée valide que si la participation franchit le quorum de 50 % des membres du collège. Si ce dernier n'est pas atteint, la procédure est recommencée, et une nouvelle élection organisée dans les trente jours.

## Candidatures
Le 27 novembre 2024, Rêve géorgien nomme Mikheïl Kavelachvili, ancien footballeur international et co-fondateur du parti Pouvoir au peuple, comme candidat à la présidence.
Bidzina Ivanichvili, président honoraire de Rêve géorgien, présente personnellement Kavelachvili comme candidat, en soulignant sa carrière distinguée et ses réalisations en tant que footballeur qui a représenté la Géorgie avec honneur, en jouant pour Dinamo Tbilisi, Alania Vladikavkaz, Manchester City et les meilleurs clubs de football suisses. Il décrit également le caractère de Kavelachvili comme l'incarnation de l'homme géorgien idéal, à savoir, un patriote attaché à ses principes, un mari dévoué et un père fier de ses quatre enfants.
Notamment, Kavelachvili n'a pas de diplôme d'enseignement supérieur, ce qui l'a empêché de se présenter à la présidence de la Fédération géorgienne de football en 2015. Mamuka Mdinaradze, secrétaire général de Rêve géorgien, défend ses qualifications, estimant qu'il ne faut pas être diplômé pour aimer son pays, et soulignant que de nombreuses constitutions, y compris celle de la Géorgie, n'exigent pas qu'un individu ait fait des études supérieures pour occuper une fonction publique. Mdinaradze critique les chefs d'État antérieurs, titulaires de diplômes, qui n'ont pas réussi à développer le pays et se dit convaincu que Kavelachvili, en tant que dirigeant non partisan, donnera priorité aux intérêts de la Géorgie, unifiera la nation et ne servira pas les intérêts étrangers.
La présentation de Kavelachvili comme candidat présidentiel a suscité de vives critiques de la part des figures de l'opposition, qui accusent les dirigeants du parti Rêve géorgien de saper la démocratie et de manquer de respect envers le peuple géorgien. Ces critiques soutiennent que cette candidature discrédite les institutions démocratiques du pays et nuit à ses relations avec l'Occident, qualifiant Kavelachvili de « l'anti-occidental le plus en vue ». Certains remettent également en question ses qualifications et son éducation, accusant le parti au pouvoir de promouvoir un programme de division qui risque d'isoler davantage la Géorgie de ses alliés occidentaux. En outre, l'opposition conteste la légitimité de la composition du Parlement et de la planification de l'élection présidentielle, certains membres les jugeant inconstitutionnelles et trahissant la tradition démocratique géorgienne.
Aucune autre candidature n'est déposée en raison du boycott de l'élection par l'opposition.

## Résultats
| Candidat                 | Candidat                 | Parti                    | Premier tour | Premier tour |
| Candidat                 | Candidat                 | Parti                    | Voix         | %            |
| ------------------------ | ------------------------ | ------------------------ | ------------ | ------------ |
|                          | Mikheïl Kavelachvili     | Pouvoir au peuple        | 224          | 100          |
|                          |                          |                          |              |              |
| Majorité requise         | Majorité requise         | Majorité requise         | 200 voix     | 200 voix     |
|                          |                          |                          |              |              |
| Votes valides            | Votes valides            | Votes valides            | 224          | 99,56        |
| Votes blancs et nuls     | Votes blancs et nuls     | Votes blancs et nuls     | 1            | 0,44         |
| Total                    | Total                    | Total                    | 225          | 100          |
| Abstention               | Abstention               | Abstention               | 75           | 25,00        |
| Inscrits / participation | Inscrits / participation | Inscrits / participation | 300          | 75,00        |
| Quorum                   | Quorum                   | Quorum                   | ✔ 50 %       | ✔ 50 %       |

## Analyse

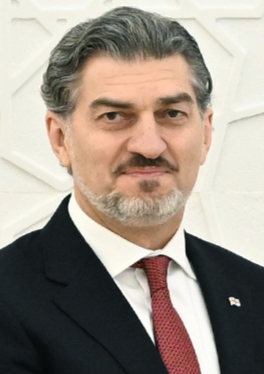
Mikheïl Kavelachvili.

Mikheïl Kavelachvili est largement élu par les députés en bénéficiant du soutien de Rêve géorgien et de son parti, Pouvoir au peuple. Ancien footballeur partisan d'un rapprochement avec la Russie, il est notamment connu pour ses positions anti-occidentales et ses diatribes à l'encontre des manifestants réclamant un nouveau scrutin législatif,.
La présidente sortante, Salomé Zourabichvili, déclare considérer comme une « parodie inconstitutionnelle et illégitime » l'élection de Kavelachvili. Elle annonce par conséquent son intention de refuser de rendre son mandat tant que de nouvelles élections législatives n'auront pas eu lieu.